# Les Septvallons
Les Septvallons é uma comuna francesa na região administrativa de Altos da França, no departamento de Aisne. Estende-se por uma área de 38,14 km². Em 2010 a comuna tinha 1 201 habitantes (densidade: 31,5 hab./km²).
A municipalidade foi estabelecida em 1 de janeiro de 2016 e consiste na fusão das antigas comunas de Glennes, Longueval-Barbonval, Merval, Perles, Révillon, Vauxcéré e Villers-en-Prayères.